# Eumelanepalpus ruber
Eumelanepalpus ruber är en tvåvingeart som beskrevs av Townsend 1915. Eumelanepalpus ruber ingår i släktet Eumelanepalpus och familjen parasitflugor.
Artens utbredningsområde är Peru. Inga underarter finns listade i Catalogue of Life.